# Przymusowe doprowadzenie
Przymusowe doprowadzenie — jeden ze środków przymusu, przewidzianych w Kodeksie postępowania karnego.

## Podstawa prawna
W myśl art. 247 § 1 k.p.k. Prokurator może zarządzić zatrzymanie i przymusowe doprowadzenie osoby podejrzanej. W tym celu wolno także zarządzić przeszukanie.

## Zwolnienie zatrzymanego
Zatrzymanego należy jednak natychmiast zwolnić, gdy ustanie przyczyna zatrzymania. Zwolnienie powinno także nastąpić, jeżeli w ciągu 48 godzin od chwili zatrzymania, nie zostanie on przekazany do dyspozycji sądu wraz z wnioskiem o zastosowanie tymczasowego aresztowania. Osobę zatrzymaną w tym trybie należy także zwolnić na polecenie Sądu lub Prokuratora. Zatrzymanego należy zwolnić, jeżeli w ciągu 24 godzin od przekazania go do dyspozycji sądu nie doręczono mu postanowienia o zastosowaniu wobec niego tymczasowego aresztowania. Zgodnie z art. 248 § 3 k.p.k., ponowne zatrzymanie osoby podejrzanej na podstawie tych samych faktów i dowodów jest niedopuszczalne.

## Niekonstytucyjność podstawy prawnej
Przepis art. 247 k.p.k. nie zawiera żadnych przesłanek, jakie muszą być spełnione, by zatrzymanie mogło nastąpić. To zaś, zdaniem Trybunału Konstytucyjnego, narusza konstytucyjne zasady wolności osobistych. Przepis został zaskarżony do Trybunału Konstytucyjnego przez Rzecznika Praw Obywatelskich, który w szczególności odniósł się do kwestii zatrzymania byłego ministra skarbu Emila Wąsacza. W sprawie tej Sąd uznał jego zatrzymanie za bezzasadne, a sam Wąsacz otrzymał odszkodowanie od Skarbu Państwa. W trakcie postępownaia przed Trybunałem Konstytucyjnym, przedstawiciele Rzecznika Praw Obywatelskich przywołali także sprawę zatrzymania przez Agencję Bezpieczeństwa Wewnętrznego byłego ministra spraw wewnętrznych Janusza Kaczmarka. To zatrzymanie Sąd również uznał za bezzasadne.
W wyroku Trybunału Konstytucyjnego przyznano, iż zarządzenie przez Prokuratora zatrzymania może się okazać w niektórych sprawach konieczne, dlatego odroczył na rok wejście w życie wyroku uchylającego ten przepis. W tym czasie zaś powinna nastąpić nowelizacja przepisu art. 247 k.p.k. W wyroku wskazano jednak, że znowelizowany przepis musi zawierać przesłanki, jakie powinny być spełnione, by Prokurator mógł zarządzić zatrzymanie jakiejś osoby i doprowadzenie jej do prokuratury. Nie jest wystarczającą przesłanką samo prowadzenie postępownaia karnego.